# 소가베촌
소가베촌(일본어: 曽我部村)은 일본 교토부 미나미쿠와다군에 설치되었던 정이다.